# Pius Przeździecki
Pius Przeździecki (właściwie Józef Przeździecki; ur. 19 marca 1865 w Krzepicach, zm. 2 października 1942 w Częstochowie) – duchowny rzymskokatolicki, prezbiter, zakonnik, dwukrotny generał Zakonu Świętego Pawła Pierwszego Pustelnika (paulinów).

## Życiorys

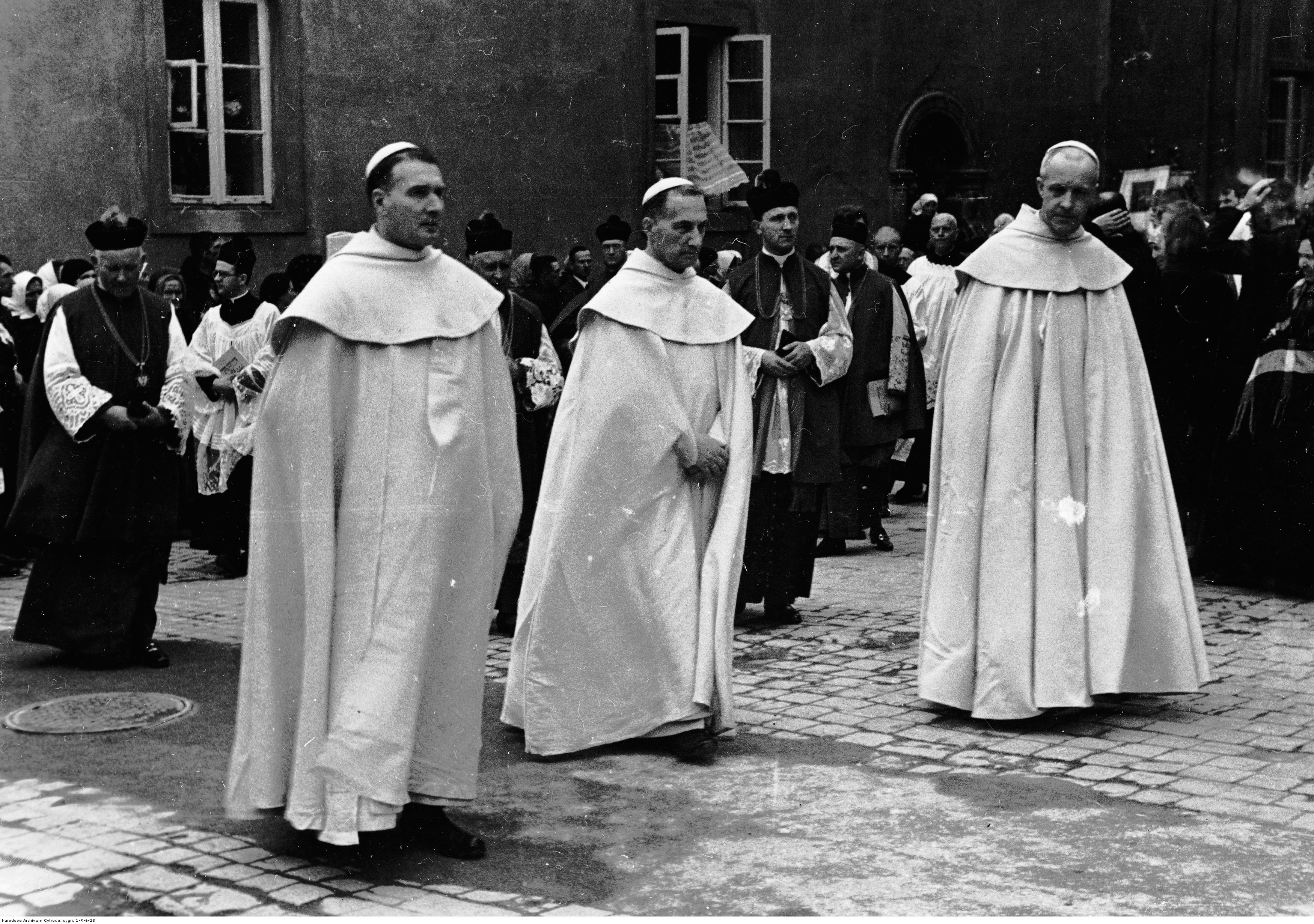
Ojcowie paulini podczas procesji na Jasnej Górze: przeor klasztoru o. Norbert Motylewski, generał zakonu o. Pius Przeździecki oraz o. Piotr Markiewicz (sierpień 1936)

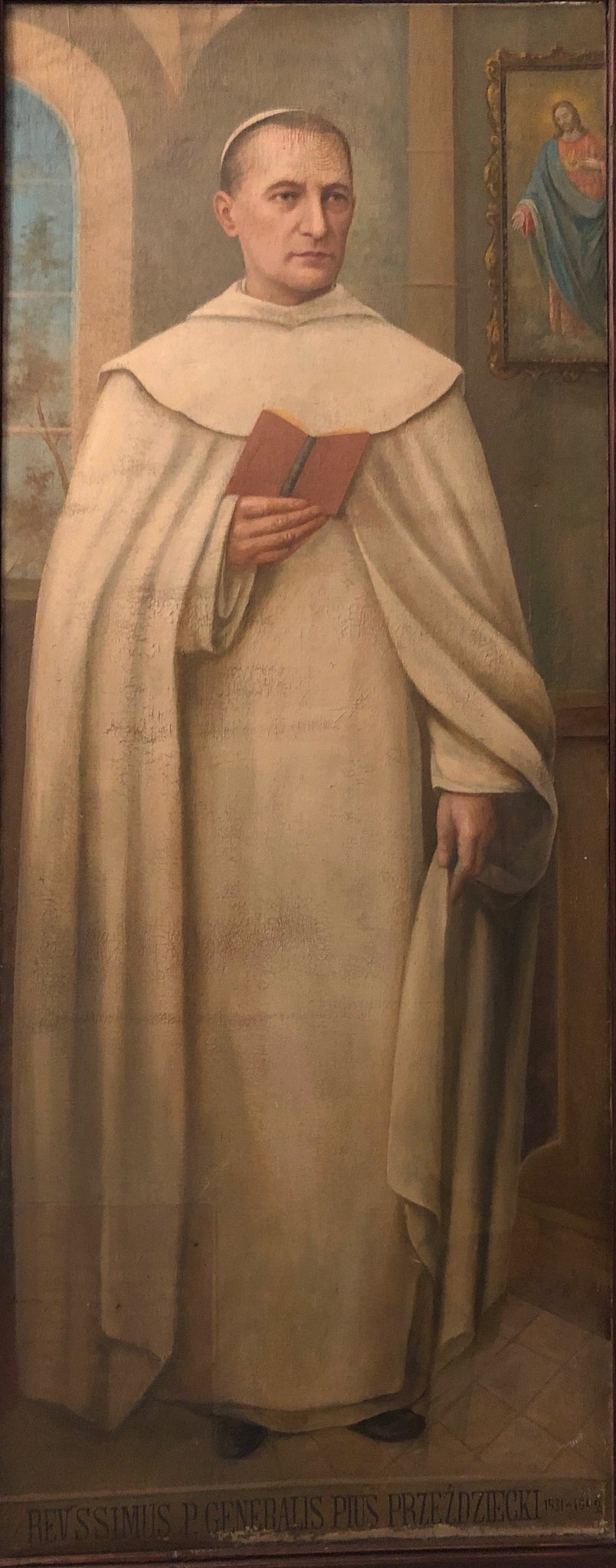
Obraz o. Piusa Przeździeckiego pędzla Aleksandra Borawskiego (Jasna Góra)

Józef Przeździecki urodził się w rodzinie mieszczańskiej jako syn Stefana i Pelagii z domu Nęckiej. Pierwsze nauki w latach (1872–1892) pobierał w szkołach w Wieluniu, Radomsku i Częstochowie. Wybierając drogę życia konsekrowanego, początkowo chciał zostać księdzem. Najpierw studiował filozofię i teologię w Wyższym Seminarium Duchownym we Włocławku (1882–1886), a później w Cesarskiej Rzymskokatolickiej Akademii Duchownej w Petersburgu (1886–1890), przyjmując 22 maja 1890(dts) święcenia kapłańskie. Po jej ukończeniu pracował jako wykładowca teologii w Seminarium we Włocławku.
4 lipca 1892(dts) podjął decyzję o wstąpieniu do zakonu paulinów, przyjmując imię zakonne Pius. Początkowo pełnił obowiązki spowiednika i kaznodziei. W 1894 za przynależność do tajnego związku księży absolwentów petersburskiej Akademii Duchownej został zesłany przez władze carskie do guberni penzeńskiej. Po roku zesłania w 1896 został ułaskawiony i powrócił na Jasną Górę. W 1901 wraz z Emilią Glicerią Witkowską założył w Częstochowie świeckie stowarzyszenie pod nazwą: Zjednoczenie Pań o Działalności Katolickiej pod wezwaniem Matki Bożej Częstochowskiej – Królowej Korony Polskiej (obecnie nieistniejące) dla pedagogów, publikując jednocześnie swoje artykuły w czasopiśmie „Myśl Katolicka”. Wkrótce władze carskie spowodowały, że w 1903 musiał opuścić Jasną Górę, emigrując do Francji, gdzie służył w Juvisy-sur-Orge swoją pracą duszpasterza polskim emigrantom. We Francji pielgrzymował m.in. do Sanktuarium Najświętszego Serca Jezusowego w Paray-le-Monial. W 1904 przedstawił papieżowi św. Piusowi X w Rzymie memoriał (łac. Petitio ad Beatissimum Patrem) o sytuacji paulinów w zaborze rosyjskim. Jesienią 1905 powrócił na Jasną Górę, pozostając pod ścisłą obserwacją miejscowej policji. Po odkryciu morderstwa popełnionego w 1910 w jasnogórskim klasztorze przez o. Damazego Macocha OSPPE posądzono Piusa Przeździeckiego o autorstwo memoriału do społeczeństwa polskiego, zarzucającego rządowi celowe rozbijanie życia zakonnego w klasztorze i utrudnianie reform. Decyzją policji oddalono go na miesięczny areszt do klasztoru bernardynów w Kole. W 1912 po raz trzeci w wyniku szykan i prześladowań władz carskich wymuszono na nim po raz kolejny opuszczenie Jasnej Góry. Następnie w latach (1914–1920) był przeorem krakowskiego klasztoru paulinów na Skałce oraz magistrem nowicjuszy. W Krakowie, w 1918 założył Stowarzyszenie Sług Katolickich św. Julii, tzw. julitek, będące wsparciem dla służących (obok podobnego Stowarzyszenia św. Zyty). W maju 1920 wszedł do komitetu wykupu kościoła św. Agnieszki w Krakowie, który od ponad stu lat służył jako magazyn i pełnił w tym komitecie funkcję skarbnika. Przyczynił się do modernizacji kościoła na Skałce, do której zaangażował arch. Zygmunta Hendla i rzeźbiarza Ludomiła Andruszkiewicza. Przez kilka miesięcy pod koniec 1920 był przeorem klasztoru w Leśnej Podlaskiej. Następnie powrócił na Jasną Górę, włączając się aktywnie w pracę duszpasterską. Założył liczne stowarzyszenia Sodalicji Jasnogórskich w trosce o dobro duchowe odrodzonego narodu. Wszedł wówczas do zarządu generalnego zakonu, uczestnicząc w pracach rewizyjnych nad konstytucjami zakonu.
14 października 1931(dts) wybrano go na generała zakonu paulinów. Będąc generałem troszczył się o formację młodych paulinów, dla których – jego staraniem – powstał nowy gmach gimnazjum w Krakowie (1931) oraz Instytut Filozoficzno-Teologiczny (1938). Dzięki niemu zbudowano wg projektów Adolfa Szyszko-Bohusza: spowiednicę, krużganki komunijne i dom pątnika na Jasnej Górze. Ponadto przyczynił się do powrotu paulinów na Węgry i do Włoch (1934) oraz do klasztoru w Żarkach-Leśniowie (1936). Był organizatorem i promotorem wielu pielgrzymek stanowych na Jasną Górę, m.in.: nauczycielstwa, robotników czy inteligencji. Rozwijał kontakty z Polonią, organizując dla nich dwa zjazdy na Jasnej Górze (1932 i 1934). Uczestniczył w obchodach 550-lecia obecności obrazu Matki Bożej na Jasnej Górze (1932). W 1933 zainicjował uroczystości na rzecz beatyfikacji królowej Jadwigi, publikując dwa apele do narodu w tej sprawie. Tuż przed wybuchem II wojny światowej 16 sierpnia 1939(dts) udał się do Budapesztu na leczenie oraz w celu wizytacji tamtejszych paulinów. 7 czerwca 1940(dts) na wniosek przeora jasnogórskiego o. Norberta Motylewskiego OSPPE i za zgodą gubernatora Hansa Franka powrócił na Jasną Górę.
Był propagatorem kultu Najświętszego Serca Pana Jezusa, będącego skutkiem objawień św. Małgorzaty Marii Alocoque, a kontynuowanego później m.in. przez o. Mateo Crawley-Boevey SSCC oraz Służebnicę Bożą Rozalię Celakównę, która była inspiracją do wystosowania przez niego do prymasa Polski Augusta Hlonda, najpierw specjalnego listu z 31 maja 1938(dts), a później 20 kwietnia 1939(dts) memoriału w sprawie intronizacji Najświętszego Serca Pana Jezusa w Polsce. Ideę tę krzewił również wśród swoich współbraci, między innymi modernizując jasnogórską kaplicę Najświętszego Serca Pana Jezusa oraz dokonując aktu intronizacji 20 czerwca 1941(dts) w uroczystość Najświętszego Serca Pana Jezusa, w wyniku skierowanego listu okólnego do ojców paulinów. Uroczystość tę upamiętniono ustawieniem figury Najświętszego Serca Pana Jezusa przed wejściem do jasnogórskiego klasztoru. Malarz Aleksander Borawski uwiecznił jego podobiznę obrazem olejnym, znajdującym się na Jasnej Górze. Będąc ciężko chorym zmarł 2 października 1942(dts) na Jasnej Górze, na rok przed upływem kadencji. Został pochowany w krypcie pod kaplicą Matki Bożej w górnym (piętrowym) ciągu nisz grobowych nad niszą o. Alojzego Wrzalika OSPPE.

## Publikacje
- Pius Przeździecki, Franciszek Dionizy Wilkoszewski, Ze wspomnień przedrewolucyjnej Rosji, Częstochowa: Drukiem F. D. Wilkoszewskiego, 1929, OCLC 1005152691. Brak numerów stron w książce
- Pius Przeździecki, Ojcze nasz. Zbiór modlitw i pieśni na wszystkie uroczystości kościelne w roku, Częstochowa: Nakładem Drukarni katolickiej, 1930, OCLC 882829767. Brak numerów stron w książce
- Pius Przeździecki, Festa nec non Officia Propria Sanctorum patronorum ordinis Sancti Pauli Primi Eremitae. Secundum novum ejusdem ordinis calendarium novissimaque S.R.C. decreta eidem ordini concessa juessu admodum reverendi patris Pii Przezdziecki reimpressa, Rzym: Sumptibus Conventus Clari Montis Częstochoviensis, 1938, OCLC 751324410 (łac.). Brak numerów stron w książce
- Ludwika Małgorzata Claret de la Touche (przedmowa Pius Przeździecki): Najświętsze Serce Jezusa a Kapłaństwo. T. 1. Jasna Góra: Wydawnictwo OO. Paulinów, 1939, seria: Biblioteka Przymierza Kapłańskiego. OCLC 750017830. Brak numerów stron w książce